# Kinderspiele (Polka)
Kinderspiele ist eine Polka française von Johann Strauss Sohn (op. 304). Das Werk wurde am 22. August 1865 in Pawlowsk in Russland erstmals aufgeführt.